# 디스커버리 익스페디션
디스커버리 익스페디션(영어: Discovery Expedition)은 대한민국의 의류 브랜드이다. 2012년 말, 대한민국의 패션 회사 에프앤에프가 워너 브라더스 디스커버리로부터 의류 라이선스 판권을 획득하여 론칭한 브랜드이다. 대한민국에 약 170여개 매장이 있다.
2016년 1월부터 4월까지 총 470억원의 매출을 올렸다.